# هنري بورتر
هنري بورتر (1810 - )  (بالإنجليزية: Henry Porter)‏ هو لاعب كريكت بريطاني.